# Propyropterus kanoi
Propyropterus kanoi is een keversoort uit de familie netschildkevers (Lycidae). De wetenschappelijke naam van de soort werd in 1968 gepubliceerd door Takehiko Nakane.